# یوری موخین (شناگر)
یوری موخین (روسی: Юрий Валерьевич Мухин؛ زادهٔ ۱۴ اوت ۱۹۷۱) شناگر اهل روسیه بود.
وی در مسابقات کشوری و بین‌المللی در مجموع برندهٔ ۲ مدال طلا، ۱ مدال نقره، ۲ مدال برنز شده‌است.